# 단오
단오(端午)는 1년 중에서 양기(陽氣)가 가장 왕성한 날이라 하여 중국, 한국, 일본에서 음력 5월 5일에 지내는 명절이다. 한국에서는 3대 명절중 하나로 분류하기도 하며 다른 말로 '술의 날' 또는 순우리말로 '수릿날' 이라고도 한다. 시기적으로 더운 여름을 맞기 전의 초하(初夏)의 계절이며, 모내기를 끝내고 풍년을 기원하는 기풍제이기도 하다. 설날, 한식, 추석과 더불어 한국의 4대 명절로 분류되기도 한 주요 명절이었으나 현재는 공휴일에서 제외되어 명절로서의 의미는 많이 퇴색되었다.
이날이 되면 기본적으로 남자들은 씨름을 하고 여자들은 그네뛰기를 했는데, 예전에는 그네를 한자로 천추, 단오를 천추절이라고도 했다. 또한 수릿떡을 먹기도 했고, 조상의 묘에 성묘를 가고, 창포 삶은 물에 머리를 감으며, 화채를 만들어 먹고 장명루 팔찌를 만들었다. 
강릉과 전라남도 영광에서는 단오제를 열기도 한다. 강릉에서는 강릉 단오제, 영광 법성면에서는 법성포 단오제가 열린다. 법성포 단오제 마지막날 저녁에는 풍등을 올린다. 이때 소원을 빌면서 열기구와 비슷한 원리로 불을 붙인 풍등을 하늘로 올린다. 또한, 서울 영등포에서도 단오축제가 열리는데 서울에서 가장 큰 단오행사로 주민뿐만 아니라 다른 지역의 주민들도 방문하는 전국적인 축제다.

## 유래
중국의 단오
중국 초나라 회왕(3세기) 때 충신 굴원이라는 사람에서 시작된다. 굴원은 문장도 잘 쓰고 충직 고결한 신하였다. 이에 회왕이 특별히 사랑하였는 바 간신들은 늘 굴원을 시기하고 질투하였다. 회왕이 죽고 양왕이 새 임금이 되자 간신의 무리는 임금께 굴원을 모함하여 끝내 귀양을 보내버렸다. 억울하고 분한 마음을 안고 살던 굴원은 초나라가 멸망하자 심한 충격을 받고 ‘어부사(漁父詞)’ 등 여러 편의 글을 지은 후 큰 돌덩이를 안은 채 멱라수(覓羅水)에 빠져 죽었다. 사람들은 그의 죽음을 슬퍼하며 해마다 그날이면 대나무통에 쌀을 넣고 소태나무 잎으로 감아 물속에 던져 굴원의 영혼을 위로하였으며 그의 영혼을 건진다 하여 경쟁적으로 배 건너기를 하기도 했다.
한국의 단오
우리나라는 고대 마한 시절(3세기)부터 파종이 끝난 5월에 군중이 모여 신에게 제사하고 가무와 음주로 밤낮을 쉬지 않고 놀았다는 기록이 있다. 이런 기록으로 미루어 볼 때 단오는 절기상 봄농사를 마치고 잠깐의 휴식기를 가지며 신에게 제사도 지내고 흥겹게 지내며 풍요를 기원했던 것으로 보인다.

## 한국의 단오

### 한국의 명절
옛날부터 우리 조상들은 계절에 따라 좋은 날을 택해 여러 가지 행사를 가져왔는데 이것이 시간이 흐르면서 명절로 정해졌다. 명절은 대부분 농경사회에 맞게 정해졌으며 계절적인 요소와 민속적인 요소가 포함된 우리 민족의 전통적인 축일이다. 예전 명절은 거의 다달이 있었다. 그러나 설날, 추석 등을 제외한 정월 대보름, 한식, 단오절 등 대부분의 명절이 그 의미를 잃어버렸다. 이는 일제에 의해 자행된 민족문화말살 정책실시 그리고 농경사회에서 산업사회로 변화하면서 발생한 일이다.

### 단오의 의미
단오는 음력 5월 5일을 이르는 말이다. 단오를 부르는 다른 말은 수릿날, 천중절(天中節), 오월절(五月節), 중오절(重五節), 술의(戌衣) 등이지만 가장 흔한 이름은 단오이다. 단오의 단(端)은 첫 번째를 의미하고 오(午)는 다섯을 의미하는 오(五)의 뜻으로 통하므로 매달 초하루부터 헤아려 다섯째 되는 날을 말한다. 예로부터 음양사상에서는 홀수를 양(陽)의 수라 하고, 짝수를 음(陰)의 수라 했는데 양의 수를 상서로운 수로 여겼다. 그래서 양수가 겹치는 날인 3월 3일, 5월 5일, 7월 7일, 9월 9일은 모두 홀수의 월일이 겹치는 날로 길일로 여겼다. 우리 조상들은 이런 날이면 어떤 일을 해도 탈이 생기지 않는다고 생각했으며 그 중에서 단오는 일 년 중 인간이 태양신을 가까이 접할 수 있을 정도로 양기가 가장 왕성한 날이라 하여 큰 명절로 여겨왔다.
- 단오절 기념행사 씨름 (1958)
- 단오절기념행사 그네뛰기 (1958)
- 서울시민 단오절 잔치 개막식 (1977)

### 단오의 풍속

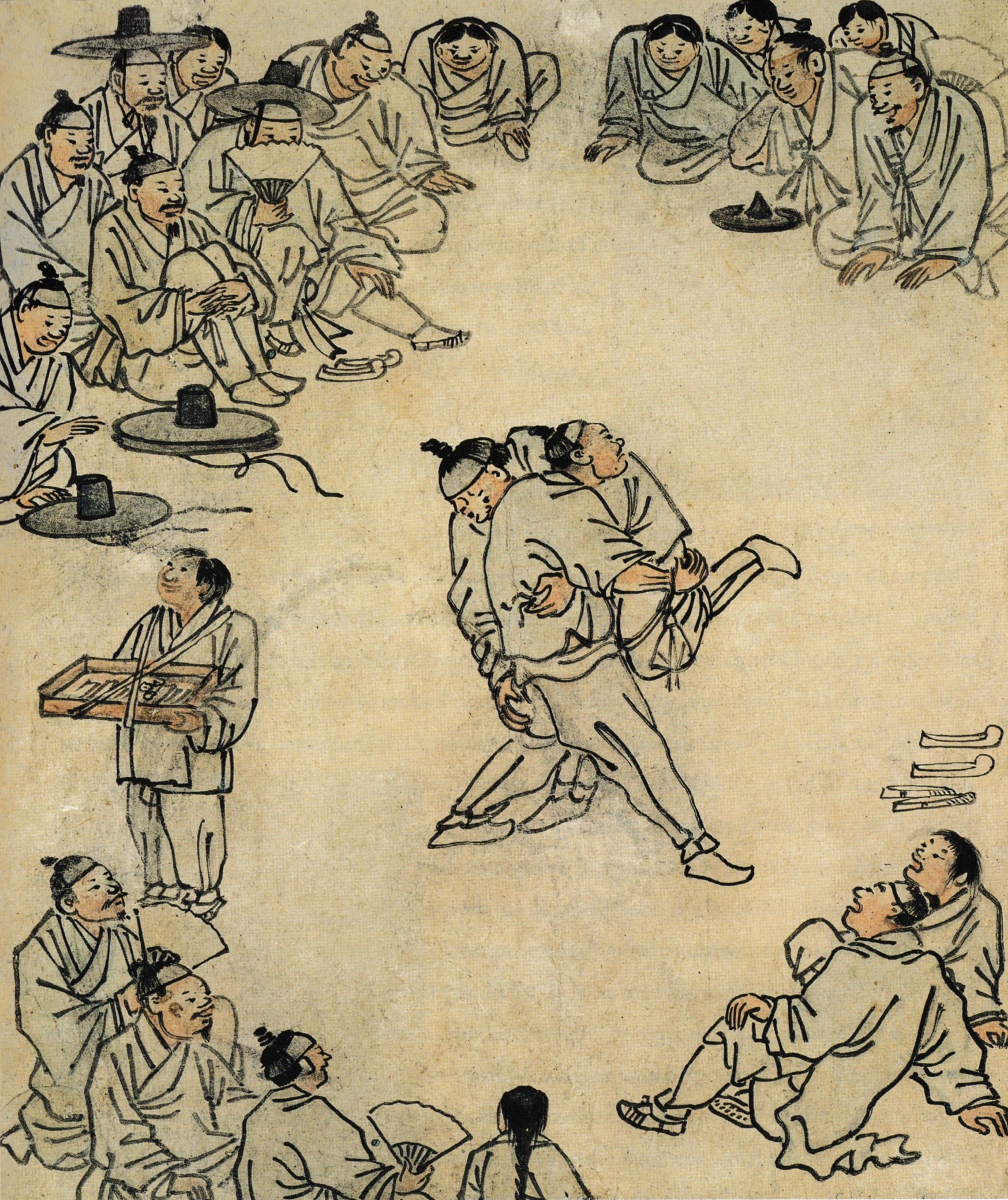
김홍도의 씨름

단오에 여자들은 특별히 치장을 하였는데 이를 단오장(端午粧)이라 한다. 단오장은 창포를 넣어 삶은 물로 머리를 감는 것에서 시작한다. 창포의 특이한 향기가 나쁜 귀신을 쫓으며 창포물로 머리를 감으면 머리에 윤기가 나고 머리카락이 빠지지 않는다고 믿었다.
단오 때 행해지는 대표적인 민속놀이로는 그네뛰기와 씨름이 있다. 우리나라에서 자연적으로 생겨난 순수 전통 놀이인 씨름은 단오뿐만 아니라 여러 명절에 행해진다. 그 중 단오씨름이 으뜸인 이유는 일 년 중에서 가장 양기(陽氣)가 왕성한 날에 행해지기 때문이다. 남자들이 씨름을 했다면 여자들은 그네뛰기를 했다.
- 통일 민속단오 축제 공연 (1990)
- 단오제 행사 중 씨름경기 (1990)
- 사물놀이 공연에 맞춰 기를 흔드는 기수 (1992)

단오 무렵에는 계절적으로 여름이 시작되어 날씨가 한창 더워지기 때문에 우리 조상들은 더위를 물리치기 위해 부채를 많이 사용했다. 우리 풍속에 ‘단오의 부채는 관원이 아전에게 나누어주고 동짓날의 달력은 아전이 관원에게 바친다’는 말이 있는데, 단오 부채는 상급자가 하급자에게 주는 선물이었음을 추정할 수 있다.
단오에는 몸을 보양하고 나쁜 기운을 몰아낸다는 의미로 수리취떡, 앵두화채, 제호탕 등을 먹었다. 그 중 수리취떡은 대표적인 단오 음식이다. 수리취는 우리나라 전역의 높은 산에서 자라는 식물인데 산나물의 왕으로 불릴 만큼 영양이 풍부했다. 단오의 대표적인 후식은 앵두화채와 제호탕이다. 둘 다 여름의 더위를 잊게 하고 떨어진 입맛을 돋우는 데에 효과적이다. 단오 때 익는 앵두는 제철과일이라 하여 새로 수확한 앵두를 조상에게 바치고 제사를 지내는 단오절사(端午節祀)를 하기도 한다. 궁중에서는 임금을 가까이 모시던 신하에게 앵두를 나눠주는 풍습도 있었다. 앵두가 익을 때면 서울의 남녀는 송동과 성북동에 가서 놀기도 했는데 이를 앵두회라 했다. 제호탕은 여러 한약재를 곱게 갈아 꿀을 넣고 끓인 청량음료의 일종으로, 여름철 기력을 보강하는데 큰 도움을 준다 하여 단옷날이 되면 임금님께 바치기도 했다.
또한, 단오날은 전주시민의 날이기도 하다. 이유는 전통도시를 강조함으로써, 전라지방 최대도시였던 전통을 간직하기 때문이다.

### 강릉 단오제
전통사회에서의 단오제 풍속은 더운 여름철의 건강을 유지하는 선조들의 지혜와 신체단련을 위한 놀이, 풍농을 소망하는 의례 등이 있다. 마을마다 수호신에게 공동체 제의를 지내는 경우가 많은데 이는 지역민들의 일체감을 고취시키는 의례로 마을의 풍년과 화복을 빌었다. 특히 조선시대에는 군현 단위마다 큰 단오제가 행해졌다. 그 중 가장 대표적인 것이 강릉단오제이다.
강릉단오제는 전통 민속축제의 원형을 그대로 간직한 단오축제이다. 일제강점기나 한국전쟁을 거치면서도 강릉단오제가 맥을 이어온 것은 노인과 무녀들이 소규모라도 빼놓지 않고 단오제를 치렀기 때문이라 한다. 강릉단오제는 단옷날을 전후하여 펼쳐지는데 산신령과 남녀 수호신들에게 제사를 지내는 대관령국사성황모시기를 포함한 강릉 단오굿, 전통 음악과 민요 오독떼기, 관노가면극(官奴假面劇), 시 낭송 및 다양한 민속놀이가 개최된다. 음력 3월 20일 제사에 쓰일 신주(神酒)를 빚는 데서 시작하여 단오 다음날인 5월 6일의 소제(燒祭)까지 약 50여 일이 걸리는 대대적인 행사이다. 강릉단오제는 중요무형문화재 제13호로 지정되어 있으며 2005년 11월에는 유네스코가 지정하는 인류구전 및 무형유산 걸작으로 등재되었다.

## 같이 보기
- 크메르 물 축제